# Vittorio I di Ratibor
Vittorio I Hohenlohe-Schillingsfürst, duca di Ratibor, principe di Corvey, principe di Hohenlohe-Schillingsfürst (tedesco: Viktor Moritz Carl 1.Herzog von Ratibor, 1.Fürst von Corvey, Prinz zu Hohenlohe-Schillingsfürst; Langenburg, 10 febbraio 1818 – Schloss Rauden, 30 gennaio 1893), fu un membro del Casato di Hohenlohe-Schillingsfürst e successivamente Duca del ducato slesiano di Ratibor (ceco: Ratiboř, polacco: Racibórz).

## Infanzia e famiglia
Vittorio nacque a Langenburg nel Regno di Württemberg, figlio primogenito degli eredi maschi di Francesco Giuseppe, V principe di Hohenlohe-Schillingsfürst (1787–1841, figlio a sua volta di Carlo Alberto II, principe di Hohenlohe-Schillingsfürst e della Baronessa Giuditta Reviczky de Revisnye, e di sua moglie, la principessa Costanza di Hohenlohe-Langenburg (1792–1847), figlia di Carlo Luigi, III Principe di Hohenlohe-Langenburg e della Contessa Amalia di Solms-Baruth. Fu il fratello maggiore di Chlodwig zu Hohenlohe-Schillingsfürst divenuto cancelliere tedesco nel 1894, del Cardinale Gustav Adolf von Hohenlohe-Schillingsfürst e di Costantino di Hohenlohe-Schillingfürst Alto Sovrintendente e Generale di Cavalleria dell'Austria-Ungheria
Dopo le iniziali lezioni private, frequentò il reale ginnasio ad Erfurt. Studiò poi legge e lingue moderne a Gottinga, Bonn, Heidelberg e Losanna. Si recò anche in Svizzera, Italia, Francia ed Inghilterra.
Successivamente gestì la proprietà di suo zio, il Langravio d'Assia-Rotenburg, Vittorio Amedeo. Queste proprietà includevano l'ex monastero di Corvey in Vestfalia, Ratibor nell'alta Slesia. Questa zona era, in termini di dimensioni, di 34.000 ettari e consisteva principalmente di aree forestali.
Vittorio fu creato Duca di Ratibor e Principe di Corvey il 15 ottobre 1840 da Re Federico Guglielmo IV di Prussia.

## Carriera militare
La sua carriera militare cominciò in giovane età nella cavalleria. Nel 1844 fi dapprima nel Baden, dal luglio 1850 fu un maggiore prussiano. Nel decennio del 1850 comandò le esercitazioni del 2° -Reggimento Landwehr. Durante la guerra austro-prussiana e la guerra franco-prussiana, organizzò in qualità di presidente dell'Unione dei Cavalieri dell'Ordine di Malta il personale infermieristico volontario. Nel 1872 ricevé il titolo onorifico di generale di cavalleria à la suite.

## Carriera politica
Nel 1847 Vittorio di Ratibor fu membro della dieta prussiana unita. Tra il 1856 ed il 1893 è stato membro del parlamento provinciale per la provincia della Slesia. In un primo momento fu maresciallo dell'Assemblea. dopo l'introduzione del nuovo ordine provinciale, fu più volte presidente. Fu anche tra il 1849-1852 nella seconda camera del Preußischer Landtag. Nel 1850 Ratibor fu un membro dell'Unione Parlamentare di Erfurt. Dal 1867-1870 fece parte Reichstag tedesco del nord, e 1872-1890 del Reichstag tedesco. Egli fu anche membro dal 1854-1893 della Camera dei signori di Prussia. In quest'ultima, egli fu cofondatore del Nuovo Gruppo nel 1870-1872, dal 1877-1893 fu Presidente della Camera.
Ratibor era uno degli aristocratici liberal-conservatore, riformatore politico, fu un sostenitore di Otto von Bismarck. Fu anche uno dei fondatori del Partito liberale conservatore.

## Matrimonio
Vittorio sposò il 19 aprile 1845 a Donaueschingen la principessa Amalia di Fürstenberg (1821–1899), figlia del principe Carlo Egon II di Fürstenberg e di sua moglie la principessa Amalia di Baden.
Ebbero dieci figli:
- Principessa Amalia di Hohenlohe-Schillingsfürst (3 ottobre 1846 – 25 agosto 1847)
- Vittorio II, Duca di Ratibor (6 settembre 1847 – 9 agosto 1923), sposò nel 1867 la Contessa Maria Breunner-Enkevoirth, ebbe figli.
- Principe Francesco di Hohenlohe-Schillingsfürst (6 aprile 1849 – 27 maggio 1925)
- Principessa Elisabetta di Hohenlohe-Schillingsfürst (27 febbraio 1851 – 5 ottobre 1928)
- Principe Egon di Hohenlohe-Schillingsfürst (4 gennaio 1853 – 10 febbraio 1896), sposò nel 1885 la Principessa Leopoldina di Lobkowicz, ebbe figli.
- Principessa Maria di Hohenlohe-Schillingsfürst (27 giugno 1854 – 29 maggio 1928)
- Principe Massimiliano di Hohenlohe-Schillingsfürst (9 febbraio 1856 – 12 gennaio 1924), sposò nel 1882 la Contessa Franziska Grimaud d'Orsay, ebbe figli.
- Principe Ernesto di Hohenlohe-Schillingsfürst (10 novembre 1857 – 25 febbraio 1891)
- Principe Carlo Egon di Hohenlohe-Schillingsfürst (7 luglio 1860 – 4 giugno 1940)
- Principessa Margherita di Hohenlohe-Schillingsfürst (3 giugno 1863 – 4 giugno 1940)

## Titoli e trattamento
- 10 febbraio 1818 – 15 ottobre 1840: Sua Altezza Serenissima, principe Vittorio di Hohenlohe-Schillingsfürst
- 15 ottobre 1840 – 30 gennaio 1893: Sua Altezza Serenissima, il Duca di Ratibor, Principe di Corvey

## Ascendenza
|                                                                       |                                                     |                                                    | Genitori                                                         |  |  | Nonni |  |  | Bisnonni                                                             |  |  | Trisnonni                                                            |  |
|                                                                       |                                                     |                                                    |                                                                  |  |  |       |  |  | Carlo Alberto I, Principe di Hohenlohe-Waldenburg in Schillingsfürst |  |  | Filippo Ernesto, Principe di Hohenlohe-Waldenburg in Schillingsfürst |  |
|                                                                       |                                                     |                                                    |                                                                  |  |  |       |  |  | Carlo Alberto I, Principe di Hohenlohe-Waldenburg in Schillingsfürst |  |  | Filippo Ernesto, Principe di Hohenlohe-Waldenburg in Schillingsfürst |  |
|                                                                       |                                                     | Contessa Maria Anna di Oettingen-Wallerstein       |                                                                  |  |  |       |  |  | Carlo Alberto I, Principe di Hohenlohe-Waldenburg in Schillingsfürst |  |  |                                                                      |  |
| Carlo Alberto II, Principe di Hohenlohe-Waldenburg in Schillingsfürst |                                                     |                                                    |                                                                  |  |  |       |  |  | Carlo Alberto I, Principe di Hohenlohe-Waldenburg in Schillingsfürst |  |  |                                                                      |  |
|                                                                       |                                                     | Principessa Sofia di Löwenstein-Wertheim-Rochefort | Domenico Marquardo, II Principe di Löwenstein-Wertheim-Rochefort |  |  |       |  |  |                                                                      |  |  |                                                                      |  |
|                                                                       |                                                     | Principessa Sofia di Löwenstein-Wertheim-Rochefort | Domenico Marquardo, II Principe di Löwenstein-Wertheim-Rochefort |  |  |       |  |  |                                                                      |  |  |                                                                      |  |
|                                                                       |                                                     | Principessa Sofia di Löwenstein-Wertheim-Rochefort | Langravia Cristina d'Assia-Rheinfels-Rotenburg                   |  |  |       |  |  |                                                                      |  |  |                                                                      |  |
| Francesco Giuseppe, Principe di Hohenlohe-Schillingsfürst             |                                                     | Principessa Sofia di Löwenstein-Wertheim-Rochefort |                                                                  |  |  |       |  |  |                                                                      |  |  |                                                                      |  |
|                                                                       |                                                     | Barone János Kázmér Reviczky of Revisnye           | András Reviczky de Revisnye                                      |  |  |       |  |  |                                                                      |  |  |                                                                      |  |
|                                                                       |                                                     | Barone János Kázmér Reviczky of Revisnye           | András Reviczky de Revisnye                                      |  |  |       |  |  |                                                                      |  |  |                                                                      |  |
|                                                                       |                                                     | Barone János Kázmér Reviczky of Revisnye           | Julianna Nedeczky                                                |  |  |       |  |  |                                                                      |  |  |                                                                      |  |
| Baronessa Giuditta Reviczky de Revisnye                               |                                                     | Barone János Kázmér Reviczky of Revisnye           |                                                                  |  |  |       |  |  |                                                                      |  |  |                                                                      |  |
|                                                                       |                                                     | Baronessa Róza Perényi de Perény                   | Ádám Perényi de Perény                                           |  |  |       |  |  |                                                                      |  |  |                                                                      |  |
|                                                                       |                                                     | Baronessa Róza Perényi de Perény                   | Ádám Perényi de Perény                                           |  |  |       |  |  |                                                                      |  |  |                                                                      |  |
|                                                                       |                                                     | Baronessa Róza Perényi de Perény                   | Erzsébet Fráter                                                  |  |  |       |  |  |                                                                      |  |  |                                                                      |  |
| Vittorio I, Duca di Ratibor                                           |                                                     | Baronessa Róza Perényi de Perény                   |                                                                  |  |  |       |  |  |                                                                      |  |  |                                                                      |  |
|                                                                       | Cristiano Alberto, Principe di Hohenlohe-Langenburg | Luigi, Principe di Hohenlohe-Langenburg            |                                                                  |  |  |       |  |  |                                                                      |  |  |                                                                      |  |
|                                                                       | Cristiano Alberto, Principe di Hohenlohe-Langenburg | Luigi, Principe di Hohenlohe-Langenburg            |                                                                  |  |  |       |  |  |                                                                      |  |  |                                                                      |  |
|                                                                       | Cristiano Alberto, Principe di Hohenlohe-Langenburg | Contessa Eleonora di Nassau-Saarbrücken            |                                                                  |  |  |       |  |  |                                                                      |  |  |                                                                      |  |
| Carlo Luigi, Principe di Hohenlohe-Langenburg                         | Cristiano Alberto, Principe di Hohenlohe-Langenburg |                                                    |                                                                  |  |  |       |  |  |                                                                      |  |  |                                                                      |  |
|                                                                       |                                                     | Principessa Carolina di Stolberg-Gedern            | Federico Carlo, Principe di Stolberg-Gedern                      |  |  |       |  |  |                                                                      |  |  |                                                                      |  |
|                                                                       |                                                     | Principessa Carolina di Stolberg-Gedern            | Federico Carlo, Principe di Stolberg-Gedern                      |  |  |       |  |  |                                                                      |  |  |                                                                      |  |
|                                                                       |                                                     | Principessa Carolina di Stolberg-Gedern            | Contessa Luisa di Nassau-Saarbrücken                             |  |  |       |  |  |                                                                      |  |  |                                                                      |  |
| Principessa Costanza di Hohenlohe-Langenburg                          |                                                     | Principessa Carolina di Stolberg-Gedern            |                                                                  |  |  |       |  |  |                                                                      |  |  |                                                                      |  |
|                                                                       |                                                     | Giovanni Cristiano II, Conte di Solms-Baruth       | Giovanni Carlo, Conte di Solms-Baruth                            |  |  |       |  |  |                                                                      |  |  |                                                                      |  |
|                                                                       |                                                     | Giovanni Cristiano II, Conte di Solms-Baruth       | Giovanni Carlo, Conte di Solms-Baruth                            |  |  |       |  |  |                                                                      |  |  |                                                                      |  |
|                                                                       |                                                     | Giovanni Cristiano II, Conte di Solms-Baruth       | Contessa Luisa di Lippe-Biesterfeld                              |  |  |       |  |  |                                                                      |  |  |                                                                      |  |
| Contessa Amalia Enrichetta di Solms-Baruth                            |                                                     | Giovanni Cristiano II, Conte di Solms-Baruth       |                                                                  |  |  |       |  |  |                                                                      |  |  |                                                                      |  |
|                                                                       |                                                     | Contessa Federica Luisa Reuss di Köstritz          | Enrico VI, Conte Reuss di Köstritz                               |  |  |       |  |  |                                                                      |  |  |                                                                      |  |
|                                                                       |                                                     | Contessa Federica Luisa Reuss di Köstritz          | Enrico VI, Conte Reuss di Köstritz                               |  |  |       |  |  |                                                                      |  |  |                                                                      |  |
|                                                                       |                                                     | Contessa Federica Luisa Reuss di Köstritz          | Henrica Casado de Monteleone                                     |  |  |       |  |  |                                                                      |  |  |                                                                      |  |
|                                                                       |                                                     | Contessa Federica Luisa Reuss di Köstritz          |                                                                  |  |  |       |  |  |                                                                      |  |  |                                                                      |  |

## Fonti
- Genealogics - Leo van de Pas - Prince Viktor zu Hohenlohe-Schillingsfürst, 1.Duke von Ratibor, 1.Fürst von Corvey, su genealogics.org.
- thePeerage.com - Viktor Moritz Karl zu Hohenlohe-Schillingsfürst, 1st Fürst von Corvey, su thepeerage.com.
- Genealogisches Handbuch des Adels, Fürstliche Häuser, Reference: 1956